# Plan- und Ausdrehkopf

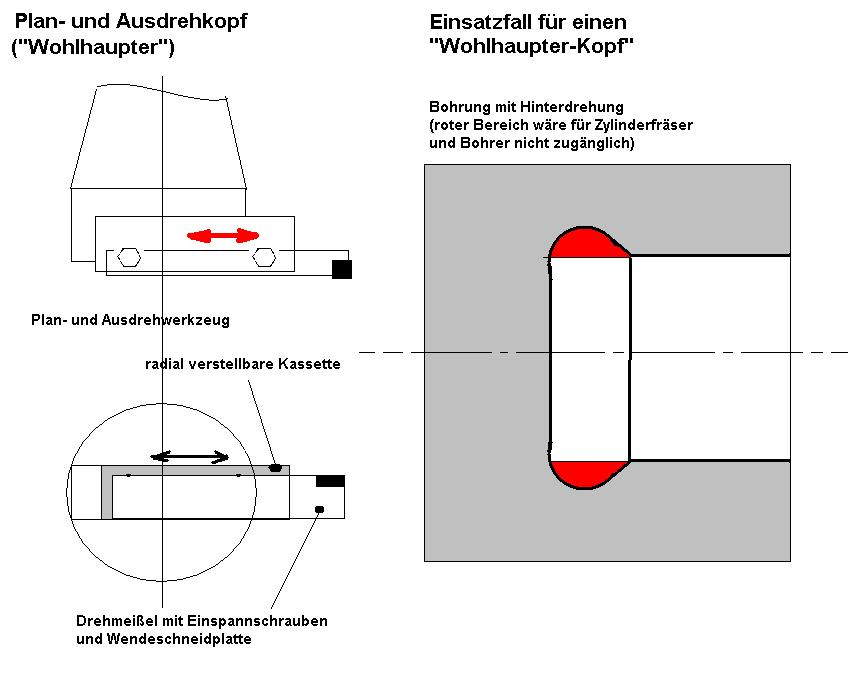
Prinzip des Plan- und Ausdrehkopfes

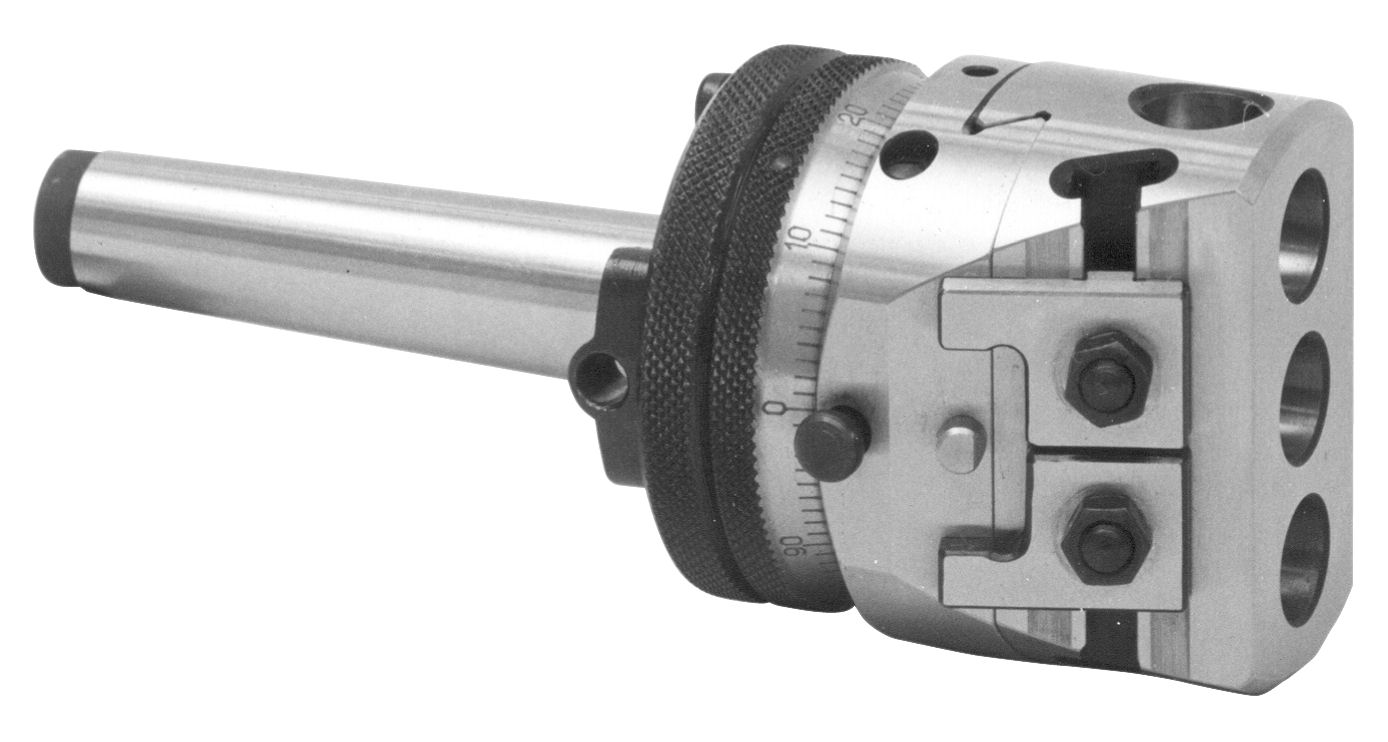
Universal-Plan- und Ausdrehkopf von Wohlhaupter

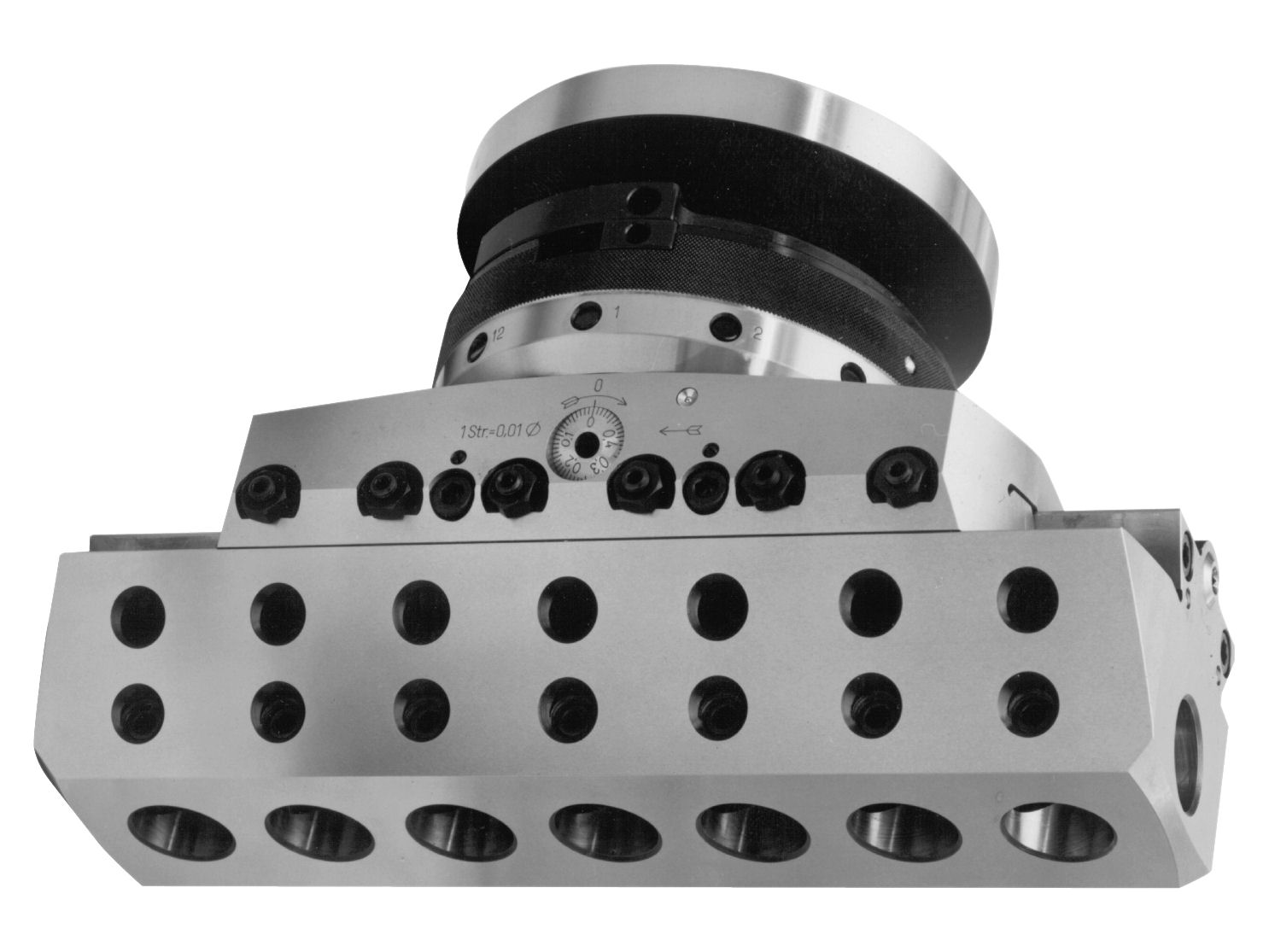
Großer UPA

Der Plan- und Ausdrehkopf ist ein Werkzeug, welches für eine Fräsmaschine und für Bohrwerke ausgelegt ist. Unterschieden wird zwischen dem Universal Plan- und Ausdrehkopf (UPA) mit manueller Verstellung für konventionelle Fräsen und dem Automatischen Plan- und Ausdrehkopf (APD) für Bearbeitungszentren.
Er dient dem präzisen rechtwinkligen Plandrehen von Stirnflächen an Bohrungen oder dem Ausdrehen einer präzisen runden Bohrung, die mit anderen Werkzeugen wie Fräsern aufgrund der fehlenden Maßgenauigkeit des Werkzeuges bzw. der nicht perfekten Maschinenbewegung beim Abfahren eines Kreises (besonders bei Passmaßen mit erforderlichen Durchmesser-Genauigkeiten von 1/1000 mm) oder bei einer Hinterschneidung (das heißt, wenn der vordere zugänglicher Durchmesser kleiner ist als der Hintere, Innere, in der Bohrung ist), nicht gefertigt werden kann. 
Ein Drehstahl wird als ein- bzw. angebautes Werkzeug benötigt, um die Schneide am Plan- und Ausdrehkopf zu bilden. Er wird direkt an einer Aufnahme am Plan- und Ausdrehkopf verschraubt bzw. festgeklemmt. Dieser Drehstahl kann mittels eines Plan-Schneckengangs in der Bearbeitung radial verstellt werden, wodurch man einen kleineren bzw. größeren Durchmesser präzise einstellen kann.
Umgangssprachlich wird der Plan- und Ausdrehkopf auch Wohlhaupter nach der gleichnamigen Firma genannt, die dieses Werkzeug 1937 erfand und vermarktete. Die Anschaffungskosten eines „Wohlhaupters“ sind konstruktionsbedingt relativ hoch, aber verglichen mit dem Nutzen durchaus rentabel, da es ein universal einstellbares Werkzeug ist, so dass viele einzelne Werkzeuge mit festen Maßen ersetzt werden können.